# Kakkmaddafakka
Kakkmaddafakka ist eine norwegische Indie-Pop-Band, die 2004 in Bergen gegründet wurde. Der Musikstil der Band ist eine Mischung aus Rock, Rap, Disco und Pop. Der Bandname entstammt einer Fantasiesprache und soll die Bedeutung von englisch party animal bzw. deutsch Partylöwe haben.

## Geschichte
Die beiden Brüder Axel und Pål Vindenes traten mit ihren Schulfreunden Stian Sævig und Jonas Nielsen in einem Jugendzentrum in Norwegen auf und durch die positive Bewertung, die die Band erhielt, gaben sie schon bald in ganz Norwegen Konzerte. Die erste EP der Band trug den Titel Allready Your Favourite EP und wurde 2007 veröffentlicht.
Das erste Album der Band, Down To Earth, erschien ebenfalls 2007 und erwies sich trotz negativer Kritik als Erfolg, sodass die Band an Bekanntheit gewann, besonders in ihrer Heimat Norwegen. Die Band ist eine jener Gruppen, welche aus der New Bergen Wave hervorgingen – einer Bewegung, die, laut der norwegischen Presse, viele neue Künstler hervorbrachte.
Kakkmaddafakka fiel vor allem durch ihre skurrilen Live-Auftritte auf, die internationale Beachtung fanden, nicht zuletzt durch die beiden Backgroundtänzer und -sänger, dem „Kakkmaddachoir“, die zu einer Art Markenzeichen der Band wurden. So spielten sie seit 2008 auf zahlreichen Festivals, dazu gehörten unter anderem das Iceland Airwaves, das Open Air St. Gallen, das Montreux Jazz Festival und The Secret Garden Party sowie 2009 und 2010 das Melt-Festival in Deutschland.
Am 25. Februar 2011 erschien ihr zweites Studioalbum unter dem Namen Hest. Auf ihm waren die bereits zuvor veröffentlichten Singles Restless und Your Girl enthalten, die durch das Radio schon gewisse Bekanntheit auch abseits der Live-Auftritte erlangten, sowie die Lieder Is She, Touching und das instrumentale Heidelberg. In den Jahren 2012 und 2013 spielten Kakkmaddafakka auf weiteren größeren Festivals in Europa, wie unter anderem auf dem Hurricane Festival, dem Southside, Rock am Ring sowie Rock im Park, dem Lowlands und dem Arenal Sound Festival.
Das dritte Album Six Months Is A Long Time erschien am 28. Juni 2013. Da die Aufnahmen für das Album sechs Monate dauerten, bekam es diesen Titel. Auf ihm sind die Lieder Someone New, Young und Forever Alone enthalten.
Am 18. August 2013 standen Kakkmaddafakka als Headliner im Line-up des Hamburger MS-Dockville-Festivals. Im Vorfeld des Auftritts musste Keyboarder Jonas Nielsen mit ernstzunehmenden Herzproblemen ins Krankenhaus eingeliefert werden, so dass die Band ihren Auftritt absagen musste und durch die isländische Band FM Belfast ersetzt wurde. Er konnte danach allerdings wieder bei weiteren Konzerten mitwirken. Inzwischen hat Nielsen die Band verlassen, um mehr Zeit für andere Projekte zu haben. Seit dem Frühjahr 2014 spielt Sebastian Emin Kittelsen in der Band am Keyboard.
Im Jahr 2014 trat die Band unter anderem auf dem Taubertal-Festival und dem Chiemsee Reggae Summer Festival auf.
Das vierte Album KMF von Kakkmaddafakka erschien am 18. März 2016. Der Titel des Albums stellt ein Akronym des Bandnamens dar. Mit der Veröffentlichung des Albums gab Kakkmaddafakka bekannt, zukünftig auf den „Kakkmaddachoir“ zu verzichten, da die Band sich nach einer Veränderung sehne und sich weiterentwickeln wolle.

## Galerie

Kakkmaddafakka, Live 2016
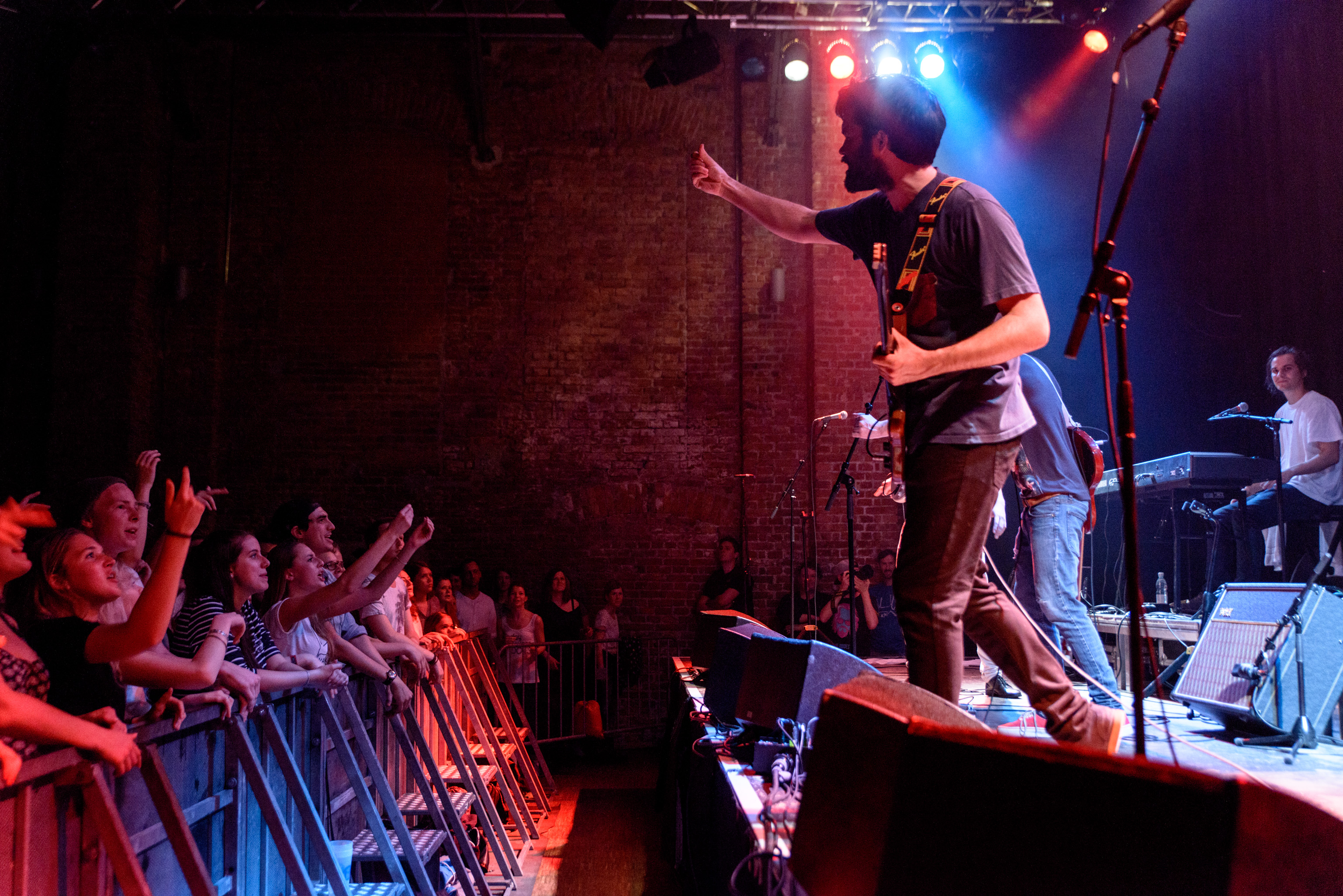
Interaktion mit dem Publikum
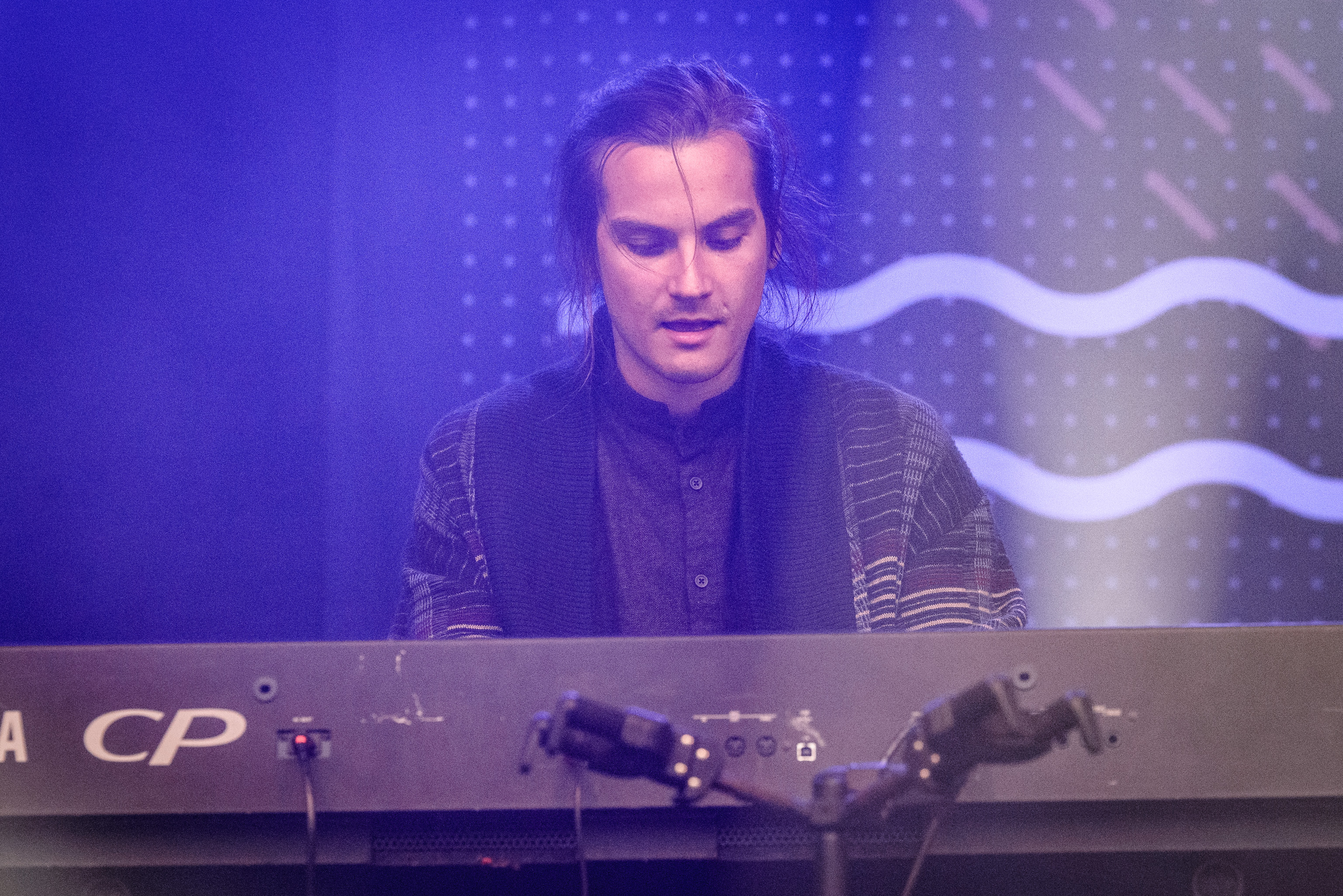
Emin Kittelsen
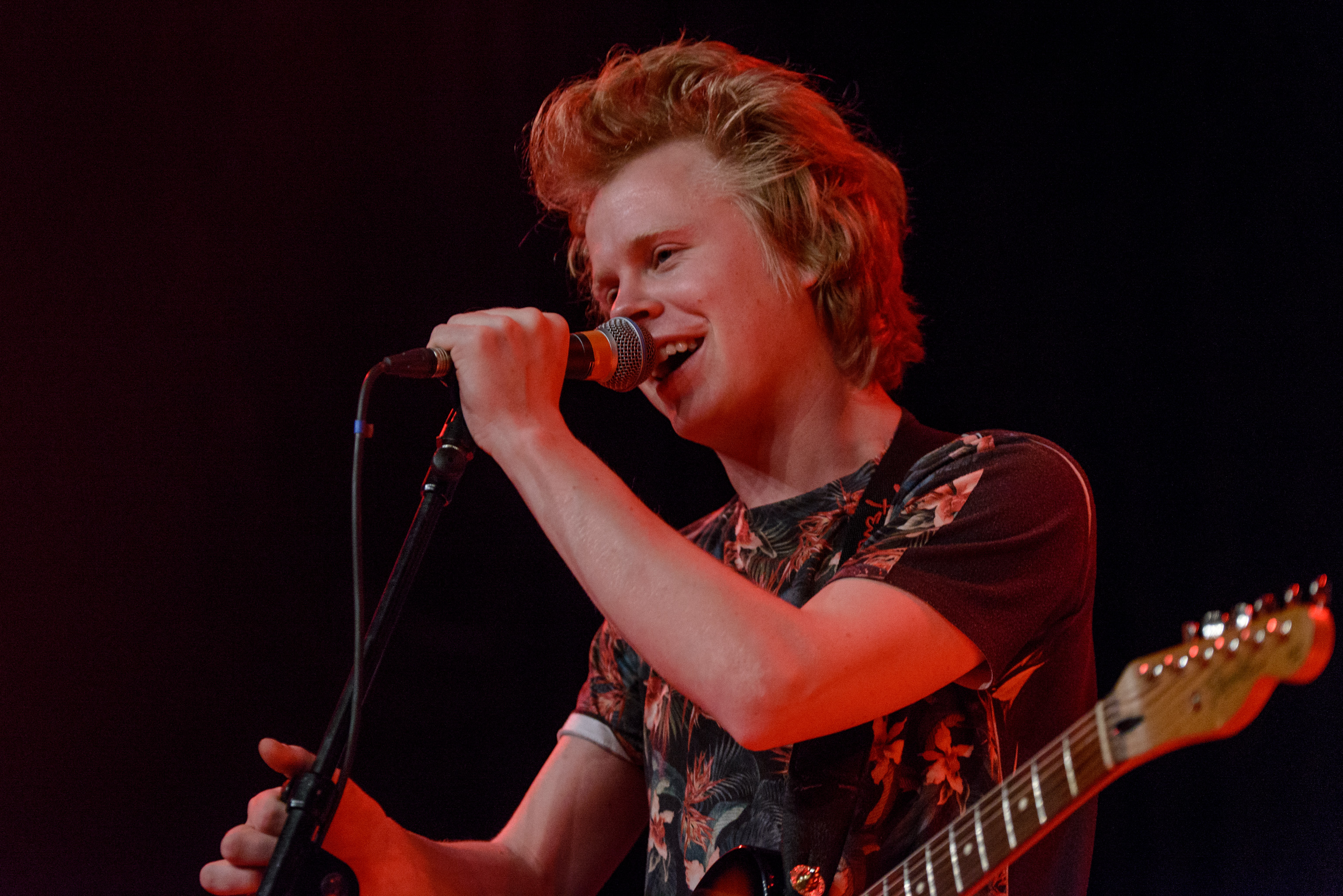
Axel Vindenes
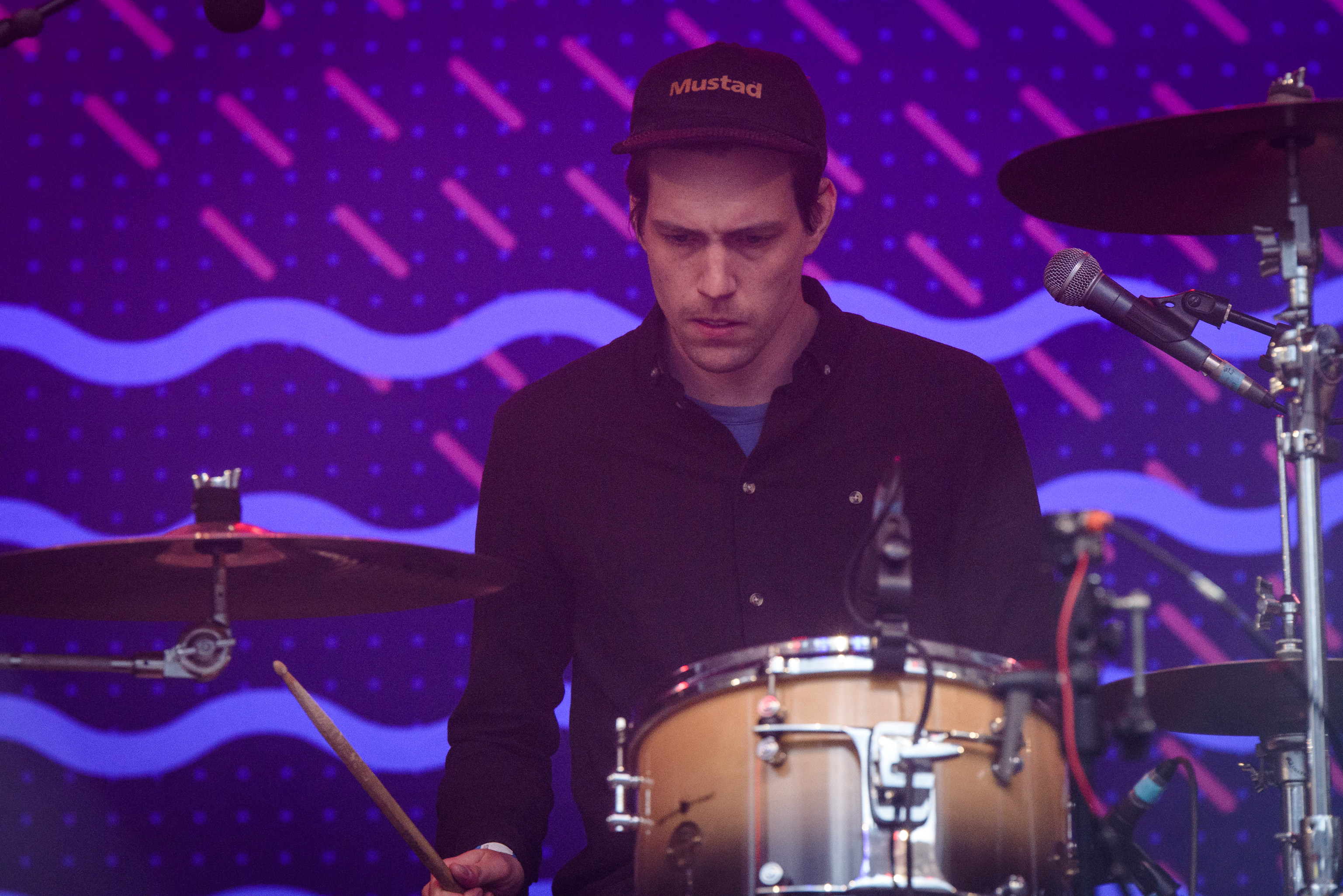
Kristoffer van der Pas
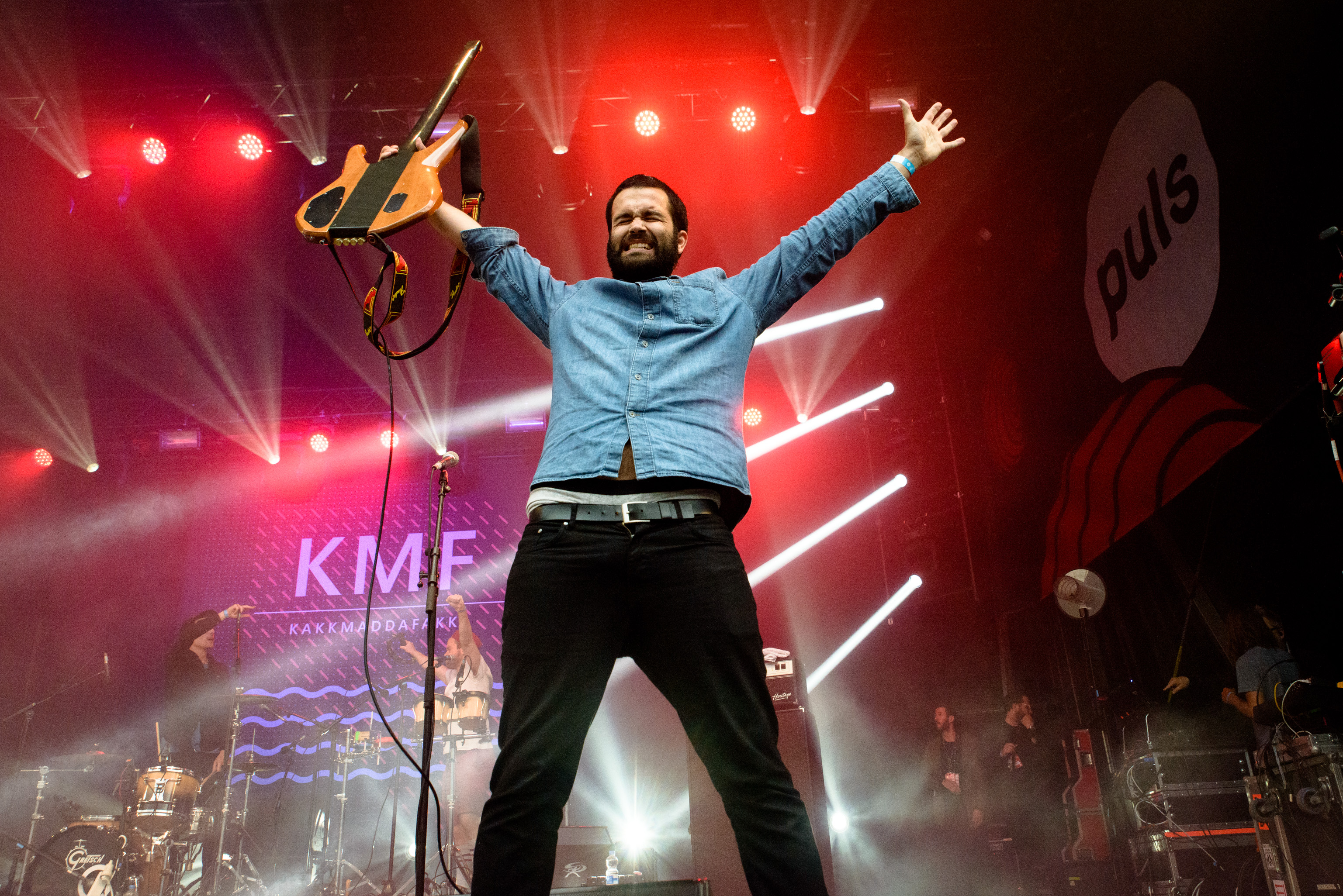
Stian Sævig
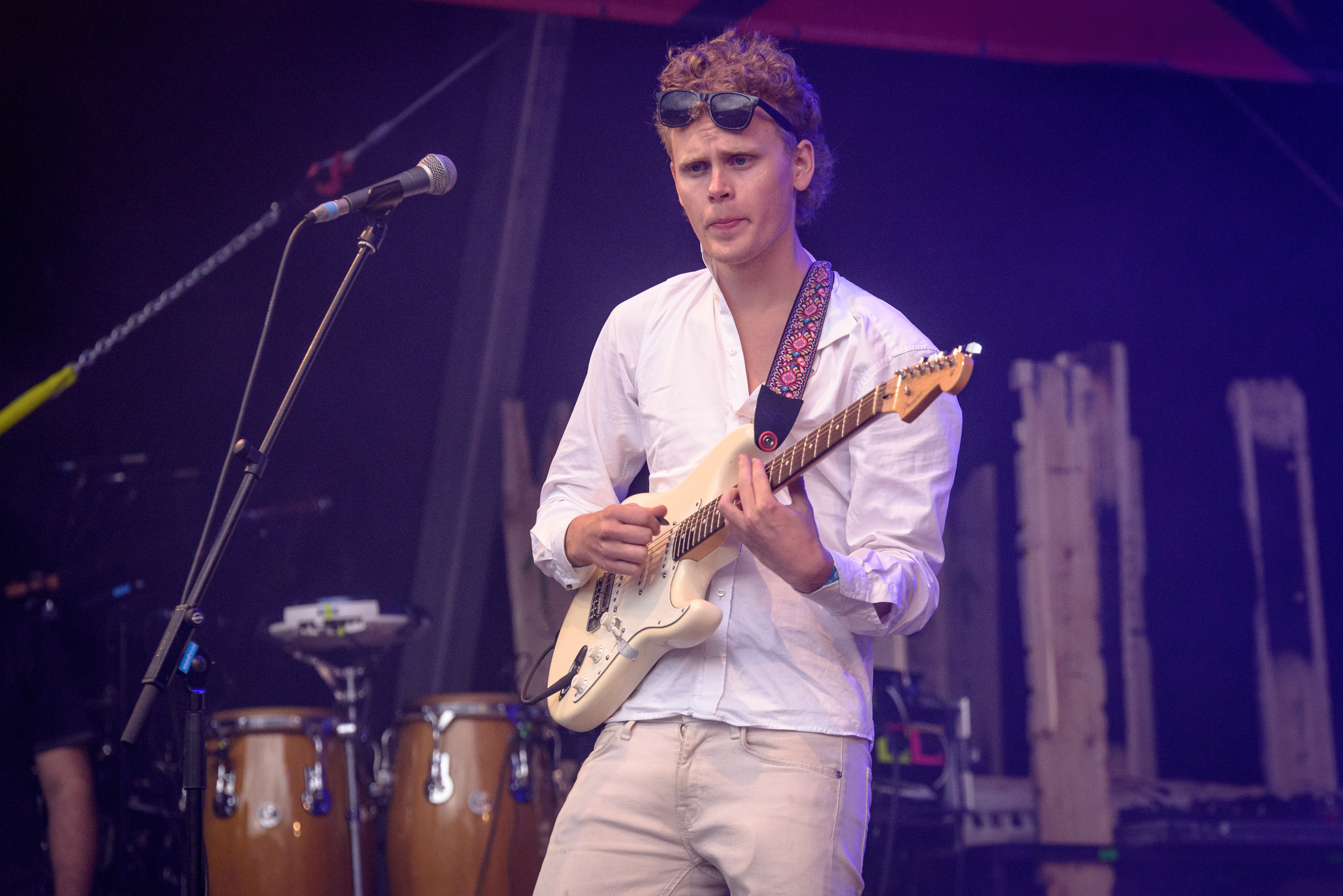
Pål Vindenes an der Gitarre

## Diskografie

### Alben
- 2007: Down To Earth (Bergen Mafia Records)
- 2011: Hest (Bubbles Records)
- 2013: Six Months Is A Long Time (Bubbles Records)
- 2016: KMF (Bergen Mafia Records)
- 2017: Hus (Bergen Mafia Records)
- 2019: Diplomacy (TBD Records)
- 2022: Revelation (Bergen Mafia Records)

### Singles und EPs
- 2007: Allready Your Favourite EP (Bergen Mafia Records)
- 2008: Cool (Sounds Gold)
- 2011: Restless (Bubbles Records)
- 2011: Your Girl (Bubbles Records)
- 2015: Galapagos (Bergen Mafia Records)
- 2019: Runaway Girl (Bergen Mafia Records)